# Tour Señor amante
El Tour Señor Amante es la gira de conciertos de la cantante y actriz mexicana Kika Edgar para promocionar su tercer álbum de estudio Señor Amante.

## Historia
Kika Edgar lanza su tercer material discográfico el 8 de diciembre de 2009 titulado Señor Amante, donde retoma éxitos de los 80's , interpretando temas de artistas como Valeria Lynch , Ángela Carrasco , Gloria Trevi y más, con este disco Kika emprende la gira musical con el mismo nombre, en donde además de interpretar temas del disco, también interpreta temas de José José y Yuri , por otra parte incluye temas de su primer disco Kika y de su segundo material Lo siento mi amor, este último es un Homenaje a Lupita D'Alessio. Es un concierto donde se da un recorrido por las diferentes etapas de sentimientos que se vivieron en aquella época.

## Tour 2011
En el 2011 Kika Renueva el concierto y comienza su gira con el mismo nombre pero con un concepto diferente y más sorpresas para los seguidores de la cantante.

## Lista de canciones 2010
Intro (Instrumental)
- Fuera de mi vida
- Inocente pobre amiga
- Medley Kika (Hasta donde estés, Y tú te vas, Te extraño más, Tal vez)
- Detrás de mi ventana
- Sin él
- A que no le cuentas
- Quererte a ti
- Dudas
- Mentiras
- Frente a frente
- Popurrí José José
- El triste
- Aún lo amo
- popurrí Lupita D'Alessio (Que ganas de no verte , Ese Hombre , Como tú , Leona Dormida , Ni guerra ni paz)
- Lo siento mi amor
- Señor Amante
- Mudanzas

Outro (Instrumental)

## Fechas de la gira
| Fecha                    | Ciudad               | País   | Lugar                                                |
| ------------------------ | -------------------- | ------ | ---------------------------------------------------- |
| 17 de abril de 2010      | Aguascalientes       | México | Feria San Marcos 2010                                |
| 23 de abril de 2010      | Hermosillo           | México | Palenque Feria Hermosillo 2010                       |
| 8 de mayo de 2010        | México, D. F.        | México | Casino Life                                          |
| 21 de mayo de 2010       | Veracruz             | México | Naolinco Ver.                                        |
| 26 de mayo de 2010       | Guadalajara (México) | México | Guadalajara Jal.                                     |
| 29 de mayo de 2010       | Ixtapa               | México | Zihuatanejo                                          |
| 3 de junio de 2010       | Querétaro            | México | Feria del queso y vino 2010                          |
| 23 de junio de 2010      | Reynosa              | México | Tamaulipas                                           |
| 24 de junio de 2010      | Cuernavaca           | México | Cuernavaca Mor.                                      |
| 4 de septiembre de 2010  | Jamay                | México | Jamay Jal.                                           |
| 23 de septiembre de 2010 | Pachuca, Hidalgo     | México | Pachuca, Hid.                                        |
| 2 de octubre de 2010     | Campeche             | México | Campeche, Cam.                                       |
| 8 de mayo de 2011        | Tabasco              | México | Feria Teapa 2011 (Inicio Tour Señor Amante Renovado) |
| 9 de mayo de 2011        | Aguascalientes       | México | Feria San Marcos 2011                                |
| 27 de mayo de 2011       | Estado de México     | México | Feria San Isidro Metepec                             |
| 18 de junio de 2011      | Chiapas              | México | Trinitarias                                          |
| 7 de julio de 2011       | Tamaulipas           | México | Sria. Tamaulipas                                     |